# Лёхина, Екатерина Валерьевна
Екатерина Валерьевна Лёхина (р. 15 апреля 1979, Куйбышев) — российская оперная певица (сопрано), лауреат премии Грэмми.

## Биография
Екатерина Лёхина – российская оперная певица, сопрано (класс профессора С.Г. Нестеренко).
Обладательница премии Грэмми в номинации «Лучшая оперная запись» и престижной французской премии «Diapason d’Or» за диск «L’amour de loin» (композитор Кайя Саариахо, дирижёр Кент Нагано). Лауреат международных вокальных конкурсов, в том числе I премии на конкурсе «Санкт-Петербург» и I премии на конкурсе «Operalia», основанном всемирно известным тенором Пласидо Доминго.
Выступает с ведущими партиями в крупнейших театрах России и мира. Среди них Большой театр России в Москве, Театр оперы и балета в Казани, Королевский театр Ковент Гарден в Лондоне, Королевский театр Реал в Мадриде, Лисеу в Барселоне, Большой театр в Женеве, Королевский театр Ла Монэ в Брюсселе, Берлинская государственная опера и Немецкая опера в Берлине, Опера Франкфурт в Франкфурт-на-Майне, Баварская государственная опера в Мюнхене, Оперный театр в Ганновере, Немецкая опера на Рейне в Дюссельдорфе, Венская народная опера, Опера в Монте-Карло, Национальная опера в Монпелье, Тулонская опера, Оперный театр в Экс-ан-Провансе, Муниципальный театр в Сантьяго (Чили), театр Колон в Буэнос-Айресе, Оперный театр в Гонконге, Национальная опера в Пекине и др.
С концертами певица выступает в Лондоне, Ливерпуле, Монреале, Вене, Будапеште, Кёльне, Гамбурге, Париже, Амстердаме, Брюсселе, Мадриде, Милане, Вероне, Осло, Копенгагене, Стокгольме, Люцерне, Токио, Мумбаи, Марракеше, Кейптауне, Баку, Астане, Санкт-Петербурге, Москве, Екатеринбурге, Омске и других городах.
Работает с такими дирижёрами, как Антонио Паппано, Кент Нагано, Владимир Спиваков, Владимир Юровский, Луи Лангре, Леопольд Хагер, Ален Альтиноглу, Марчелло Рота, Фредерик Шаслен и многими другими.
Екатерина является постоянной участницей концертов-съёмок передачи «Романтика Романса» на телеканале Культура.
В 2019 году вышел сольный диск певицы «Романсы С. Рахманинова», фирма «Мелодия».
С 2020 года Екатерина является Академиком Российской Национальной музыкальной Премия ВИКТОРИЯ.
Активно гастролирует с проектом «Jazz & Opera» вместе с Ольгой Годуновой.

## Выступления
- 2006 — Олимпия в опере «Сказки Гофмана» (фестиваль в Клостернойбурге, 2008 — Ковент-Гарден)
- 2008 — Мюзетта в опере «Богема» (муниципальный театр Сантьяго де Чили)
- 2008 — Бригитта в опере «Иоланта» Чайковского (концертное исполнение в Лондоне с Лондонским филармоническим оркестром, дирижёр Владимир Юровский)
- 2009 — Диана в опере «Древо Дианы» Мартин-и-Солера (Лицейский театр Барселоны, в 2010 — Мадрид)
- 2010 — Джильда в опере «Риголетто» (муниципальный театр Сантьяго де Чили)
- 2011, февраль — 4-я симфония Малера (Мумбаи)
- 2011, 25 августа — концерт симфонического оркестра Самарской государственной филармонии, Самара, Россия.
- 2012 — Царица ночи в опере «Волшебная флейта» (Большой театр России).
- 2014 — Карлотта Гвидичелли в мюзикле «Призрак Оперы» (Московский дворец молодёжи).
- 2016 год — Царица ночи в опере «Волшебная флейта» (Сардиния, Сассари)[1]

## Записи
В 2010 с Дэниэлом Белчером и Мари-Анж Тодорович, Немецким симфоническим оркестром и хором Берлинского радио (дирижёр — Кент Нагано) записала для фирмы «Harmonia Mundi» оперу Кайи Саариахо «Любовь издалека» (другое название — «Далёкая любовь»). Запись получила премию «Diapason d’or» во Франции и премию «Грэмми» (2010) за лучшую оперную запись.
В 2019 году звукозаписывающая фирма «Мелодия» выпустила диск Екатерины Лёхиной и пианиста Петра Дмитриева «Rachmaninoff. Romances» («Рахманинов. Романсы»)